# Richard Huber (Regisseur)
Richard Huber (* 1959 in Paris) ist ein deutscher Filmregisseur und Drehbuchautor.

## Leben
Richard Huber machte sein Abitur in Bad Honnef. 1982 kehrte er in seinen Geburtsort Paris zurück und studierte an der dortigen Filmakademie. Anschließend arbeitete er für das ARD-Studio in Paris. Seit 1992 arbeitet Huber als freier Autor und Regisseur.
Huber ist Mitglied im Bundesverband Regie (BVR).

## Filmografie
- 1989: Les Negresses vertes, Dokumentation über die Englandtournee der französischen Band
- 1991: Nina Hagen, Porträtfilm für RTL
- 1992: Married with Children
- 1992: Who’s the Boss?
- 1994: Corinna
- 1994: Tagein Tagaus (Pilotfolge)
- 1994: Werbefilme u. a. für McDonald’s, Reebok, Brot für die Welt, Nivea
- 1996–2000: Lukas (Fernsehserie), (Regie und Drehbuch)
- 1995: Naturgewalten (4 Folgen), Dokumentationsserie
- 1996: Rendezvous des Todes (Fernsehfilm), (Regie und Co-Autor)
- 1997: Der Todesbus
- 1997: Mobbing Girls (Pilotfolge), (Fernsehserie)
- 1998: Das Biest im Bodensee (Fernsehfilm)
- 2000: Love Trip (Fernsehfilm)
- 2001–2009: Mein Leben & Ich (Fernsehserie)
- 2003: Tatort: Stiller Tod (Fernsehreihe)
- 2003–2005: Nikola (Fernsehserie)
- 2005: Tatort: Im Alleingang (Fernsehreihe)
- 2006: Die Familienanwältin (Fernsehserie)
- 2006: Dr. Psycho – Die Bösen, die Bullen, meine Frau und ich (Fernsehserie, Regie bei drei Folgen)
- 2008: Tatort: Auf der Sonnenseite (Fernsehserie)
- 2009: Der Lehrer (Pilotfolge), (Fernsehserie)
- 2010: Tatort: Vergissmeinnicht (Fernsehreihe)
- 2010: Kreutzer kommt (Fernsehfilm)
- 2010: SOKO Köln (Fernsehreihe, Regie bei vier Folgen)
- 2010–2013: Danni Lowinski (Fernsehreihe, Regie bei mehreren Folgen)
- 2012: Kreutzer kommt … ins Krankenhaus (Fernsehfilm)
- 2014: Tatort: Der Irre Iwan (Fernsehreihe)
- 2015–2016: Club der roten Bänder (Fernsehserie)
- 2016: Tatort: Auf einen Schlag (Fernsehreihe)
- 2016: Zwei Leben. Eine Hoffnung. (Fernsehfilm)
- 2017: Tatort: Sturm
- 2017: Zarah – Wilde Jahre (Fernsehserie)
- 2018: Tatort: Die robuste Roswita (Fernsehreihe)
- 2019: Tatort: Inferno (Fernsehreihe)
- 2019: Der König von Köln (Fernsehfilm)
- 2020: Lang lebe die Königin (Fernsehfilm)
- 2021: Tina mobil (Fernsehserie)
- 2022: Tatort: Du bleibst hier
- 2023: Ein Fest fürs Leben

## Auszeichnungen
- 2008: Adolf-Grimme-Preis in der Kategorie Unterhaltung für Dr. Psycho – Die Bösen, die Bullen, meine Frau und ich
- 2009: Publikumspreis der Marler Gruppe im Rahmen der Adolf-Grimme-Preis-Verleihung für die Tatort-Folge Auf der Sonnenseite
- 2009: Nominierung für die Goldene Kamera in der Kategorie Bester deutscher Fernsehfilm für die Tatort-Folge Auf der Sonnenseite
- 2010: Nominierung für den 3sat Publikumspreis beim Fernsehfilm-Festival Baden-Baden für die TV-Kriminalkomödie Kreutzer kommt
- 2016: Bayerischer Fernsehpreis als Regisseur des Fernsehfilms Zwei Leben, eine Hoffnung (SAT.1) und der Fernsehserie Club der roten Bänder (VOX)
- 2016: Robert-Geisendörfer-Preis stv. für das Regieteam, Kinderfernsehpreis: Club der roten Bänder